# کرازبیتون (تگزاس)
کرازبیتون، تگزاس(به انگلیسی: Crosbyton, Texas) شهری در ایالت تگزاس از ایالات جنوبی ایالات متحده آمریکا است. در سرشماری سال ۲۰۰۰، جمعیت این شهر ۱۸۷۴ نفر اعلام شد.